# ザ・ゲスト
『ザ・ゲスト』（The Guest）は、2014年のアメリカ合衆国のスリラー映画。監督・編集はアダム・ウィンガード、出演はダン・スティーヴンスとマイカ・モンローなど。長男の戦死で悲嘆に暮れる一家のもとに現れた、彼の最期の言葉を伝えに来たという元戦友の謎めいた青年を描いたサスペンス映画である。

## ストーリー
ピーターソン一家は、戦争で長男ケイレブを失い、その悲しみから立ち直れずにいた。ハロウィンが近づく中、そんな彼らの家に、デヴィッドと名乗る青年（ダン・スティーヴンス）が訪ねてくる。彼は、ケイレブと同じ部隊に所属していた親友で、ケイレブが遺した言葉を伝えるためにやって来たのだという。礼儀正しく人柄の良さそうなデヴィッドを気に入ったピーターソン一家は、彼をしばらく家に滞在させることにする。
次男のルーク（ブレンダン・マイヤー）が高校でいじめられていると気づいたデヴィッドは、いじめっ子たちのあとを追い、彼らが入り浸るバーに向かう。デヴィッドの挑発に乗った彼らは喧嘩を仕掛けてくるが、デヴィッドは1人で応戦し、全員を打ち負かす。デヴィッドは、自らのバタフライ・ナイフをルークに譲り渡し、自分の身は自分で守るよう教える。
デヴィッドは、長女のアナ（マイカ・モンロー）とパーティーに出かける。そこで、アナの友人のクリステン（タバサ・ショーン）を元恋人から救ったデヴィッドは、クリステンと一夜の関係をもつ。さらに、パーティーで知り合ったクレイグ（ジョエル・デヴィッド・ムーア）には銃の手配を頼む。後日、クレイグからデヴィッドに連絡が入る。待ち合わせ場所へ向かうと、クレイグと友人が銃火器を車に積んで待っていた。銃を手に入れたデヴィッドは、即座に2人を射殺する。
デヴィッドの電話を盗み聞きしてしまったアナは、デヴィッドの素姓を確かめるために軍へ問い合わせるが、1週間前にデヴィッドは火事で死んだ、と聞かされる。その後、クレイグと友人を射殺した容疑でアナの恋人のジーク（チェイス・ウィリアムソン）が逮捕され、アナのデヴィッドに対する疑念は深まっていく。職場から帰宅した父親のスペンサー（リーランド・オーサー）は、同僚の不審死によって自分が昇進することになった、と家族に告げる。
高校で、ルークは自分のことを「ホモ」と呼んだ同級生に殴りかかる。母親のローラ（シーラ・ケリー）は、デヴィッドと共に校長室を訪れる。校長はルークを退学処分にするつもりでいたが、デヴィッドが交渉した結果、1か月の放課後奉仕で済むことになる。ルークはデヴィッドに、アナが一連の事件へのデヴィッドの関与を疑っており、そのことをクリステンに話しているかもしれない、と伝える。
ローラとデヴィッドが中庭で洗濯物を干しているところへ、カーヴァー少佐（ランス・レディック）率いる特殊部隊が訪れ、銃撃戦が始まる。ローラの命を奪ったデヴィッドは、カーヴァー以外の全員を殺し、その場をあとにする。帰宅途中だったスペンサーも、デヴィッドに殺される。クリステンの勤務するレストランを訪れたデヴィッドは、アナの居場所を知らないというクリステンを射殺し、レストランを手榴弾で爆破する。
カーヴァー少佐は、アナを連れて、ルークの高校へ向かう。道すがら、アナは両親が殺されたことを聞かされる。また、軍事実験の被験者となったケイレブとデヴィッドは、自分の身に危険が及ぶと周囲の関係者を皆殺しにするようプログラムされているのだという。高校に到着したアナとカーヴァー少佐は、ルークと引率教師と共に逃げようとする。その直後にやって来たデヴィッドは、カーヴァー少佐と引率教師を殺す。アナはカーヴァー少佐の銃でデヴィッドを撃つが、デヴィッドはアナの足を刺し、彼女の首を絞めようとする。そこへ、物陰に隠れていたルークが駆けつけ、バタフライ・ナイフでデヴィッドを刺す。仰向けに横たわったデヴィッドは、ルークは正しいことをした、と言って親指を立てる。
救急車に腰掛けたアナとルークは、燃え盛る校舎を呆然と眺めている。消防隊員の話では、焼死体が2体、しかし歯がないので身元の特定は困難だろうという。消火作業が続く中、救助服を着た1人の男が、足を引きずるようにして校舎から出てくる。その男の姿を見たアナは、目を見開き、「何なのよ!?」と声を上げる。

## キャスト
※括弧内は日本語吹替。
- デヴィッド・コリンズ - ダン・スティーヴンス（佐藤拓也）
  - 戦地からの帰還兵。戦死したケイレブと同じ部隊で彼の最後の言葉を伝えに来た。失意の母親をなぐさめ、父親の仕事を手助けし、同級生からのいじめを受けている弟ルークには身を守る術を教える。
- アナ・ピーターソン - マイカ・モンロー（白石涼子）
  - 長女。デヴィッドの事を信用せず、彼の過激な解決方法に疑問を持っている。
- ルーク・ピーターソン - ブレンダン・マイヤー（石川界人）
  - アナの弟。学校でいじめに遭っている。しかしデヴィッドに助けられ彼の事を兄の様に思っている。
- ローラ・ピーターソン - シーラ・ケリー（篠原恵美）
  - アナとルークの母親。息子のケイレブが戦死してから鬱病の様になっている。
- スペンサー・ピーターソン - リーランド・オーサー（小形満）
  - アナとルークの父親。仕事が上手く行かず、酒の量が増えている。
- カーヴァー少佐 - ランス・レディック（山野井仁）
  - デヴィッドを追う男。
- クリステン - タバサ・ショーン
  - アナの親友で同じダイナーで働いている。
- ジーク - チェイス・ウィリアムソン（英語版）
  - アナの恋人。
- クレイグ - ジョエル・デヴィッド・ムーア
  - アナの友人。デヴィッドに頼まれて彼に銃を提供する。

## 製作
監督のアダム・ウィンガードは、2011年の『サプライズ』を手がけたのち、アクション映画の製作を企画し、韓国でロケーション・ハンティングをおこなっていたが、その企画は頓挫する。意気消沈したウィンガードは、週末に『ハロウィン』と『ターミネーター』を何度も見直すうち、これら2つの映画の要素を組み合わせることを思いつく。この構想を彼から聞かされたサイモン・バレットが脚本を書き上げたことによって、本作の製作は始まった。
主演のダン・スティーヴンスは、1か月におよぶジム通いと軍事訓練を経て、本作の撮影に臨んだ。撮影は、2013年の秋、ニュー・メキシコ州で31日間にわたって行われた。

## 公開
2014年1月17日、サンダンス映画祭にて上映される。

## 評価
本作は批評家から絶賛されている。映画批評集積サイトのRotten Tomatoesには117件のレビューがあり、批評家支持率は91%、平均点は10点満点で7.5点、批評家の一致した見解は「ダークで暴力的なスリルを支えるのに十分な知性を誇っている『ザ・ゲスト』はジャンルファンへのアダム・ウィンガード監督からの新たなご馳走である。」となっている。Metacriticでは、29件のレビューの平均値は76点となっている。
『Exclaim!』のマイク・ソーヴは、「ダン・スティーヴンスをはじめ、全ての役者の演技が心に残る」と述べて、本作に10点満点の9点を与えた。